# Pascal (микроархитектура)
Pascal — микроархитектура графических процессоров, разрабатываемых NVIDIA в качестве преемника микроархитектуры Maxwell, названная в честь французского математика, механика, физика, литератора и философа Блеза Паскаля. Pascal используется в видеокартах GeForce 10.

## Подробности о микроархитектуре Pascal
- 16 нм техпроцесс
- Базовая тактовая частота ~1700 МГц
- Повышенная эффективность CUDA-ядер GPU GP104
- Добавление блока PolyMorph Engine
- Добавление блока imultaneous Multi–Projection
- Память GDDR5X, которая вдвое превосходит GDDR5 по производительности
- Возможность сжимать память по нескольким алгоритмам: 2:1, 4:1, 8:1

## NVIDIA NVlink для максимального масштабирования приложений
Pascal - это первая архитектура, оснащенная высокоскоростным двунаправленным интерфейсом NVIDIA NVLink™. Технология позволяет масштабировать приложения на несколько GPU, обеспечивая 5-кратное ускорение.

## CoWoS с HBM2 для работы с большими данными
Архитектура Pascal разместила процессор и память в одном чипе, обеспечивая непревзойденную эффективность вычислений. Используя инновационный подход к созданию памяти CoWoS (англ. Chip-on-Wafer-on-Substrate) вместе с HBM2 предоставляет 3х кратное увеличение пропускной способности памяти, по сравнению с архитектурой Maxwell.

## Новые алгоритмы искусственного интеллекта
Новые 16-битные инструкции, половинная точность, обеспечивают более 21 Терафлопса пиковой производительности в задачах глубокого обучения. Обладая производительностью в 47 TOPS(терраопераций в секунду), новые 8-битные целочисленные инструкции в архитектуре Pascal обеспечивают работу в режиме реального времени алгоритмов AI в инференсе.

## Графические процессоры NVIDIA с применением микроархитектуры Pascal (для настольных ПК)

### Графические чипы
- GP108:Этот графический процессор используется в GeForce GT 1010 и GeForce GT 1030.
- GP107:Этот графический процессор используется в GeForce GTX 1050 Ti и GeForce GTX 1050. Он также используется в Quadro P1000, Quadro P600, Quadro P620 и Quadro P400.
- GP106:Этот графический процессор используется в GeForce GTX 1060 с памятью GDDR5. Он также используется в Quadro P2000.
- GP104:Этот графический процессор используется в GeForce GTX 1060 GDDR5X, GTX 1070, GTX 1070 Ti и GTX 1080. Он также используется в Quadro P5000, Quadro P4000 и Tesla P4.
- GP102:Этот графический процессор используется в TITAN Xp, Titan X и GeForce GTX 1080 Ti. Он также используется в Quadro P6000 и Tesla P40.
- GP100:Ускоритель GPU Nvidia Tesla P100 предназначен для приложений GPGPU, таких как вычисления с двойной точностью FP64 и обучение глубокому обучению, использующее FP16. Он использует память HBM2. Quadro GP100 также использует графический процессор GP100.

### Для обычных ПК (GeForce)
- GeForce GT 1010 (GP108)
- GeForce GT 1030 (GP108)
- GeForce GTX 1050 (GP107)
- GeForce GTX 1050 Ti (GP107)
- GeForce GTX 1060 3GB/5GB/6GB (GP106)
- GeForce GTX 1060 GDDR5X (GP104)
- GeForce GTX 1070 (GP104)
- GeForce GTX 1070 Ti (GP104)
- GeForce GTX 1080 (GP104)
- GeForce GTX 1080 Ti (GP102)
- GeForce GTX TITAN X (GP102)
- GeForce GTX TITAN Xp (GP102)

### Для рабочих станций (Quadro)
- Quadro P400 (GP107)
- Quadro P600 (GP107)
- Quadro P620 (GP107)
- Quadro P1000 (GP107)
- Quadro P2000 (GP106)
- Quadro P2200 (GP106)
- Quadro P4000 (GP104)
- Quadro P5000 (GP104)
- Quadro P6000 (GP102)
- Quadro GP100 (GP100)

### Для центров обработки данных (Tesla)
- Tesla P4 (GP104)
- Tesla P6 (GP104)
- Tesla P40 (GP102)
- Tesla P100 SXM (GP100)
- Tesla P100 16GB (GP100)
- Tesla P100 12GB (GP100)

## Преемник
В будущем архитектура Pascal была заменена архитектурой Volta (в рабочих станциях и серверах) и архитектурой Turing (в обычных настольных ПК).